# 湯氏副獅子魚
湯氏副獅子鱼，为輻鰭魚綱鮋形目杜父魚亞目狮子鱼科的其中一種。目前僅發現於南冰洋南Orkney島海域，屬深海底棲性魚類，棲息深度在水深1976至2068公尺，生活習性不明。